# Abkommen
Abkommen (englisch accord, treaty) ist in verschiedenen Rechtsgebieten ein Synonym für einen Vertrag meist zwischen Staaten oder auch sonstigen Rechtssubjekten.

## Allgemeines
Der Ausdruck wird verwendet vor allem im Völkerrecht, im Verfassungsrecht und im Verwaltungsrecht. Im 16. und 17. Jahrhundert wurden damit Vereinbarungen über Tilgungen und Erstattungen im Sinne von „(sich) von einer (finanziellen) Verpflichtung/Schuld (lösen) abkommen (wegkommen)“ bezeichnet. Die Bedeutungsverschiebung zum heutigen Begriffsinhalt erfolge im 18. Jahrhundert, seitdem wird der Rechtsbegriff im Sinne von „Vertrag, Übereinkommen“ verwendet.
Heute wird der Begriff anstelle von Konvention oder Übereinkommen gebraucht. Ein Abkommen ist demnach eine Übereinkunft zwischen zwei oder mehreren vertragschließenden Vertragsparteien. Werden darin lediglich Grundlagen geregelt und Details bleiben offen, spricht man auch von einem Rahmenabkommen, analog zum Rahmenvertrag. Es gibt bilaterale Abkommen zwischen zwei Staaten (etwa Auslieferungsabkommen) und multilaterale („Kollektivabkommen“) zwischen drei oder mehr Staaten (etwa das Allgemeine Abkommen über den Handel mit Dienstleistungen oder das nie in Kraft getretene Multilaterale Investitionsabkommen).

## Völkerrecht
Im Sinne des Völkerrechts wird „Abkommen“ oft ungenau als Synonym zum Begriff völkerrechtlicher Vertrag verwendet.
Im engeren Sinne werden völkerrechtliche Abkommen im Gegensatz zum völkerrechtlichen Vertrag zwischen Regierungen beziehungsweise Regierungsvertretern geschlossen (Verwaltungsabkommen) und nicht von Parlamenten ratifiziert. Beispiele für völkerrechtliche Abkommen i. e. S. sind das Münchner Abkommen, das Wanfrieder Abkommen oder das Barber-Ljaschtschenko-Abkommen. Das Potsdamer Abkommen wird ebenso wenig als völkerrechtlicher Vertrag klassifiziert.

## Sonstiges
Häufig werden Abkommen nach dem Ort benannt, in welchem sie geschlossen wurden wie etwa das Cotonou-Abkommen, das Madrider Abkommen über die internationale Registrierung von Marken oder das Warschauer Abkommen über die Beförderung im internationalen Luftverkehr.
Verwaltungsabkommen sind im deutschen Staatsrecht ein internationaler Vertrag zwischen Staaten oder anderen Gebietskörperschaften und dienen der Regelung der internationalen Verwaltung wie beispielsweise bei Kulturabkommen.
In Deutschland wurde der Begriff im Bankwesen für Vereinbarungen zwischen Kreditinstituten (oder deren Bankenverbänden) verwendet, insbesondere um Detailfragen bei der Abwicklung des Zahlungsverkehrs zu regeln (etwa Lastschriftabkommen).